# Nizhalgal Ravi
Nizhalgal Ravi est un acteur indien né le 16 avril 1956. Il apparaît essentiellement dans des films tamouls mais aussi dans des films en malayalam et telougou.

## Filmographie

### Cinéma
(filmographie très sommaire, plus de 500 films, dont 60 avec le premier rôle masculin)
- 2013 : Vanakkam Chennai
- 2010 : Singam
- 2000 : Kandukondain Kandukondain
- 1996 : Indian
- 1987 : Nayagan

### Télévision
- 2020 : The Forgotten Army